# ريو كاواساكي
ريو كاواساكي (باليابانية: 川崎燎؛ بالكانا: かわさき りょう) هو عازف قيثارة ومهندس وعالم حاسوب وملحن ياباني، ولد في 25 فبراير 1947 في طوكيو في اليابان.

## وصلات خارجية
- الموقع الرسمي
- ريو كاواساكي على موقع ميوزك برينز (الإنجليزية)
- ريو كاواساكي على موقع أول موفي (الإنجليزية)
- ريو كاواساكي على موقع أول ميوزيك (الإنجليزية)
- ريو كاواساكي على موقع ديسكوغز (الإنجليزية)